# Agapito (console 517)
Flavio Agapito (in latino Flavius Agapitus; fl. 502-526) è stato un politico romano, vissuto durante il regno del re degli Ostrogoti Teodorico il Grande (493-526); fu console nel 517.

## Biografia
Agapito giunse alla carriera politica in età avanzata, dopo aver vissuto in Liguria e aver conosciuto il poeta e religioso Magno Felice Ennodio. Nel 502/503 ricevette un incarico importante da Teodorico, che poi lo nominò vir inlustris e praefectus urbi (508-509). Fu elevato al rango di patricius tra il 509 e il 511, quando si occupò di mediare nei contrasti tra i senatori, presso i quali aveva un certo ascendente. Uno scandalo legato ai giochi circensi contribuì a porre fine al suo mandato. Nel 517 ricevette l'onore del consolato.
Nel 525 venne inviato da papa Giovanni I presso Teodorico a Ravenna: l'ambasceria, portata assieme agli ex-consoli Teodoro e Importuno e ad un altro patrizio, richiedeva al re una politica più moderata nei confronti della Chiesa. I delegati del papa vennero affiancati da religiosi e inviati da Teodorico alla corte di Giustino I a Costantinopoli: al loro ritorno, Agapito e gli altri vennero imprigionati da Teodorico (maggio 526); non è noto il destino di Agapito.